# Holetown
Holetown, soms ook Jamestown genoemd, is een plaats op Barbados, gelegen in de parish Saint James, aan de westkust van het eiland ten noorden van de hoofdstad Bridgetown. Met 1.087 inwoners (volkstelling 2001) is het de vierde plaats van de eilandstaat en de grootste plaats van de parish. In de plaats bevindt zich het Bellairs-onderzoeksinstituut van de Canadese McGill-universiteit. De naam Holetown is afgeleid van het stroompje The Hole bij de plaats, waar de eerste kolonisten van Barbados landden.

## Geschiedenis
In 1625 werd bij het huidige Holetown de eerste permanente landing verricht door de Britten (ene kapitein Cataline was in 1620 al eerder aan land geweest om water in te slaan). Deze landing gebeurde per ongeluk doordat kapitein Henry Powell tijdens een tocht op de Olive Blossom van hun koers van Zuid-Amerika naar Engeland werden geblazen, waardoor ze in juli 1625 bij de locatie van het huidige Holetown uitkwamen, waar ze aan land gingen. Het eerste bezoek van Powell wordt herdacht met een monument, waarop echter foutief het jaar 1605 staat.
Sir William Courten, een Nederlands-Britse handelaar had in die tijd samen met sir Thomas Warner een koninklijk document verkregen, waarmee de beide mannen het recht kregen om St. Christopher, Barbados en Montserrat te bevolken en te koloniseren. Warner trok naar St Christopher (Saint Kitts) en Courten naar Barbados. Kapitein Powell was de hoofdkapitein van de handelsvloot van Courten en voer daarop het volgende jaar terug om op 17 februari 1626 of 1627 aan te komen met Courten en vijftig andere (aandeelhoudende) kolonisten en tien zwarte slaven om er een bestaan op te bouwen. Sinds 1977 wordt elk jaar in februari de aankomst van deze groep herdacht tijdens het kleurrijke Holetown Festival.
Tot 1629 vormde Holetown de enige plaats op het eiland. Bij de plaats werd een van de eerste vijf plantages van het eiland gesticht, alsook het eerste versterkte fort. Ook was Holetown de eerste plaats op het eiland waar recht werd gesproken, werd het eerste gouverneurshuis hier gebouwd. Gedurende de koloniale geschiedenis was de plaats betrokken bij overzeese handel met Bristol en Londen, alsook met Boston, hoewel de handel met de laatste clandestien gebeurde, aangezien deze officieel verboden was.